# 友が、消えた
『友が、消えた』は、2024年に角川書店により発行された金城一紀作の小説。金城の人気作品ゾンビーズ・シリーズの主要登場人物・南方が主人公である。

## ストーリー
ゾンビーズとして過ごした愚かしくも眩しい高校生活。卒業式を欠席し向かった沖縄で大切な仲間・ヒロシの墓参りを済ませたあと、グループは解散した。メンバーの一人だった南方は、一浪の準備期間を経て、数々の因縁がある永正大学へと進学する。学内では目立たぬよう誰とも交わらない学生生活を送っていたが、そんな彼に、面識のない学生・結城が声をかけてくる。「行方をくらました友人・北澤を探してほしい」と。最初は関わり合いを持つことを断る南方であったが、ゾンビーズ時代の当時の自分の姿を知る結城の言葉に心を動かされ、南方は北澤探しの依頼を承諾する。
北澤の行方を追うため、彼が所属していたサークル・ＥＳＳＣに接触を図るが、別の理由から、ＥＳＳＣの裏の顔にアプローチを試みる謎の二人組の襲撃から、サークルの代表である志田を救ったことで、南方は用心棒として身辺にいる事を許される。
志田の情報により、北澤の潜伏先と思われるアジトを訪ねた南方だが、北澤が関わった悪事については掴んだものの、行方はいまだにわからない。用心深い志田には警戒は解かれないまま、南方は力量を試されるような事ばかり。しかし北澤の両親を脅す暴力団関係者の存在に、救出の糸口を見出し、北澤を救出することに成功する。
そして落ち着きを取り戻した北澤から聞き出した言葉、ゾンビーズのメンバーに対する憧れと、自分勝手ではあるが、悪事に手を染めてしまった事情を知る。南方は見失っていた自分の進む道と、ゾンビーズのメンバーと交わした約束を取り戻した。「かつてみんなと暴れた大学に俺はいる」　そして、「救いが必要な誰かを、決して置いてきぼりにはしない」と。

## 登場人物
南方（みなかた）
永正大学・法学部法律学科の1年。かつてゾンビーズと呼ばれたグループの元メンバー。解散前にメンバーと交わした約束を守るため、永正大学へと進学する。携帯電話を持たず、連絡用にPCのメールを使用する。
結城 拓未（ゆうき たくみ）
永正大学・商学部商学科の1年。出身校は南方の母校に近い進学校の新宿東高。ゾンビーズ時代最後の聖和女学院・学園祭襲撃事件の目撃者で、断片的ではあるが南方の活躍を知っている。
北澤 悠斗（きたざわ ゆうと）
永正大学・法学部法律学科の1年。結城の元同級生で親友。高校時代は真面目な優等生であったが、大学進学後はイベントサークルに出入りし、恵まれた容姿をエサに、悪事に手を染める軽薄で無責任な大学生となっている。
片岡 りつ（かたおか りつ）
聖和女学院の３年生。『ＳＰＥＥＤ』に登場した岡本佳奈子の同級生。強くなりたいと願っている。
佐久間 友希（さくま ゆき）
北澤が起こした事件の被害者。
志田 篤（しだ あつし）
永正大学・経済学部の3年生。学内で最大規模を誇るＥＳＳＣ（永正シーズンスポーツクラブ）というイベントサークルの代表で、金回りが良く学内に大きな影響力を持つ。亡くなったヒロシに似た眼差しの持ち主であることから、南方は志田に興味を持つようになる。
ランボーさん
日系アメリカ人でベトナム戦争に従軍した元兵士。新宿で日雇い労働の元締めをしている。ゾンビーズ・シリーズから引き続き登場。南方には何者かになるための出資金を授け、また格闘術を教えている。名前の由来はスタローンのほうの『ランボー』であるが、世話をしている日雇い労働者の一部の人間からは、その哲学者のような風貌からランボオと思われている。
吉村 恭子（よしむら きょうこ）
永正大学のＯＧで、アナウンサーとしてテレビ局に勤務。『レボリューション№３「異教徒たちの踊り」』に登場。かつてストーカー被害に悩んでいた時、ゾンビーズに救われている。
矢野 徹（やの とおる）
俳優。手に入れたスポーツカーの陸送を担ったドライバーが南方であり、その後は関わり合いを持つようになる。謎の多い人物。
小林 修司（こばやし しゅうじ）
私立の名門・弘安大学・文学部の助教授。暴力団がバックに付く芸能事務所に籍を置き、ニュース番組ではコメンテーターを務める。
ウィル
南方同様に、ランボーさんの元で格闘術を学ぶ若者。ランボーさんに目をかけられてる南方に嫉妬しているフシがある。ただし片岡りつとはすぐに打ち解けるなど、若者らしい一面も持っている。
司書
受講に熱心ではない南方が入りびたる大学内の図書館司書。年齢は一回りほど年上。図書館内で居眠りする南方を起こすこともしばしば。

## 用語
ゾンビーズ
グループ名の由来は、南方らが学んだ学校の生徒が、周囲からゾンビと陰口をたたかれていることから。または殺しても死なない奴ら。という意味も含まれている。リーダーの板良敷ヒロシは在学中に急性のリンパ性白血病が原因で死亡し、グループは高校卒業を機に解散した。
永正大学
総理大臣を多く輩出している名門大学。一部の学生や教員の素行に問題を抱える。過去に永正大学の学園祭で、ゾンビーズは大暴れしている。
聖和女学院
秘密の花園と称されるお嬢様学校。ゾンビーズの通う学校の生徒は、やむを得ない場合を除き、聖和女学院の生徒には5ｍ以内に近づいてはならないという、アメリカのストーカー規制法のような不文律が存在する。

## 書籍情報
単行本：2024年12月16日発売、角川書店、ISBN 978-4-04-115534-9　
- 装画：たけもとあかる　装丁：岩瀬聡